# Дэймон, Кэтрин
Кэ́трин Дэ́ймон (англ. Cathryn Damon; 11 сентября 1930 — 4 мая 1987) — американская актриса, наиболее известная по своим ролям на телевидении в ситкомах в 1970-х и 1980-х годах.

## Жизнь и карьера
Дэймон начала свою карьеру на бродвее, выступая в нескольких постановках. Она достигла широкого признания за роли в сериалах «Мыло» (1977—1981), пародии на мыльные оперы, и «Вебстер» (1984—1986).
Дэймон выиграла премию «Эмми» в категории «Лучшая актриса в комедийном сериале» в 1980 году за роль в ситкоме «Мыло». Она получила ещё две номинации на премию в 1978 и 1981 годах.
В 1986 году Дэймон был поставлен диагноз рак, но она продолжала сниматься практически до своей смерти, в 1987 году. Последнюю роль она сыграла в фильме «У неё будет ребёнок», который был выпущен посмертно.